# جونهيلد هوفمايستر
جونهيلد هوفمايستر (بالإنجليزية: Gunhild Hoffmeister)‏‏ (6 يوليو 1944 في فورست - ) سياسية، وعدائة المسافات المتوسطة من ألمانيا.

## الجوائز
- وسام الاستحقاق الوطني الذهبي

## روابط خارجية
- جونهيلد هوفمايستر على موقع الاتحاد الدولي لألعاب القوى (الإنجليزية)
- جونهيلد هوفمايستر على موقع اللجنة الأولمبية الدولية (الإنجليزية)
- جونهيلد هوفمايستر على موقع أوليمبيديا (الإنجليزية)